# Морган (округ, Індіана)
Шаблон:StateAbbr_ 39°29′ пн. ш. 86°27′ зх. д. / 39.48° пн. ш. 86.45° зх. д.
Округ Морган (англ. Morgan County) — округ (графство) у штаті Індіана, США. Ідентифікатор округу 18109.

## Історія
Округ утворений 1821 року.

## Демографія
За даними перепису
2000 року
загальне населення округу становило 66689 осіб, зокрема міського населення було 30965, а сільського — 35724.
Серед мешканців округу чоловіків було 33158, а жінок — 33531. В окрузі було 24437 домогосподарств, 19025 родин, які мешкали в 25908 будинках.
Середній розмір родини становив 3,06.
Віковий розподіл населення поданий у таблиці:
| Стать    | До 15 років | 15-21 | 22-29 | 30-39 | 40-49 | 50-65 | 65-85 | Понад 85 |
| -------- | ----------- | ----- | ----- | ----- | ----- | ----- | ----- | -------- |
| Чоловіки | 7761        | 3226  | 3024  | 5322  | 5438  | 5427  | 2778  | 182      |
| Жінки    | 7274        | 3027  | 2926  | 5441  | 5318  | 5405  | 3638  | 502      |

## Виноски
1. ↑  U.S. Decennial Census. United States Census Bureau. Архів оригіналу за 19 липня 2018. Процитовано 10 липня 2014.
2. ↑  Historical Census Browser. University of Virginia Library. Архів оригіналу за 11 серпня 2012. Процитовано 10 липня 2014.
3. ↑  Population of Counties by Decennial Census: 1900 to 1990. United States Census Bureau. Архів оригіналу за 4 жовтня 2014. Процитовано 10 липня 2014.
4. ↑  Census 2000 PHC-T-4. Ranking Tables for Counties: 1990 and 2000 (PDF). United States Census Bureau. Архів оригіналу (PDF) за 18 грудня 2014. Процитовано 10 липня 2014.
5. ↑  Morgan County QuickFacts. Бюро перепису населення США. Архів оригіналу за 7 червня 2011. Процитовано 25 вересня 2011.(англ.) Наведено за англійською вікіпедією.
6. ↑  American FactFinder. Бюро перепису населення США. Архів оригіналу за 26 лютого 2012. Процитовано 31 січня 2008.

| США | Це незавершена стаття з географії США. Ви можете допомогти проєкту, виправивши або дописавши її. |